# Tim White (Ringrichter)
Tim White (* 25. März 1954 in Cumberland (Rhode Island), Rhode Island; † 19. Juni 2022) war ein US-amerikanischer Wrestling-Ringrichter.

## Leben
Tim White startete seine Karriere im Wrestling 1982 als Merchandise-Verkäufer für die World Wrestling Federation. Ursprünglich plante er eine Karriere in der Strafverfolgung und versuchte nur die Zeit zu überbrücken, bis er in Quantico aufgenommen werden sollte. Nach einiger Zeit wurde er als Assistent von André the Giant eingestellt und reiste mit ihm und Arnold Skaaland; daneben begann er auch als Ringrichter zu arbeiten. Nach kurzer Zeit im Wrestling-Business legte er seine weiteren Karrierepläne ab. André the Giant begleitete er in den Jahren bis zu dessen Tod als persönlicher Agent. In den 1990ern wurde er außerdem als Assistent von Shawn Michaels eingesetzt, da dieser ein Drogenproblem hatte.
Zu seinen größten Auftritten als Ringrichter zählen das Hell in a Cell Match zwischen The Undertaker und Mick Foley, bei dem Foley versehentlich durch die Käfigdecke stürzte. Tim White nahm Foleys Wunsch entgegen, das Match dennoch fortzuführen. 2002 erlitt er bei einem weiteren Hell-in-a-Cell-Match zwischen Triple H und Chris Jericho eine schwere Schulterverletzung. Er kehrte nach einiger Zeit wieder in den Ring zurück. Seine Karriere als Ringrichter endete jedoch 2004 bei einem Wrestlemania-Match zwischen Chris Jericho und Christian, bei dem seine Schulterverletzung wieder aufbrach und es ihm gesundheitlich nicht mehr möglich war, als Ringrichter zu arbeiten. Neben seiner Arbeit hinter den Kulissen hatte er eine eigene Bar namens The Friendly Tap, die häufig für WWE-Veranstaltungen benutzt wurde.
Er arbeitete weiter hinter den Kulissen. 2005 war er Teil eines kontroversen Angles, bei dem er in einem aufgezeichneten Interview als Promo für ein erneutes Match dieser Machart zwischen Undertaker und Randy Orton über das Hell in a Cell-Match zwischen Mankind und dem Undertaker sprach, das ihn scheinbar traumatisiert habe. Das Segment endete mit einem Schusswaffen-Suizid von White, der später jedoch als misslungen dargestellt wurde. Es folgten weitere Clips, in denen gezeigt wurde, wie er mehrfach versuchte sein Leben zu beenden. Diese Clips waren stark umstritten.
2009 wurde Tim White überraschend von WWE entlassen. Tim White trat in der HBO-Dokumentation über André the Giant (2018) auf und in einer André gewidmeten Episode der Serie Die WWE-Schatzjäger von A&E (2021).
White verstarb am 19. Juni 2022.

## Auszeichnungen
- New England Pro Wrestling Hall of Fame
  - „New England Icon“ Award (2010)[10]

- World Wrestling Entertainment
  - Hall of Fame (Class of 2023)